# 天真らんまん
『天真らんまん』（てんしんらんまん）は、1964年9月16日から12月16日まで日本テレビ系列局で放送された日本テレビ製作のテレビドラマである。ライオン歯磨とライオン油脂（現・ライオン）のグループ単独提供。全13話。モノクロ放送。放送時間は毎週水曜 21:00 - 21:30 （日本標準時）。

## 概要
主人公の松平八郎太は、静岡県下田市にあるという寺院「天真寺」の住職を務めている。頭が悪いように見えるが、実は抜け目なく利口だという人物である。
孤児である八郎太は天真寺の先代住職に拾われて育てられ、これまでに靴磨き、サンドウィッチマン、小料理屋の板前、競輪選手、新聞社の原稿運搬係などさまざまな仕事を転々としてきた。新聞社で仕事をしていた時には、朝倉良作のような記者を目標としていたこともある。しかし先代住職が亡くなり、多くの借金が残った寺を嫌々ながら継ぐことになった。
本作は、寺の再興に奮起する八郎太に、未亡人の兄嫁・絹子への慕情や悪僧の了海らを絡ませてコミカルに描いた。

## 出演者
- 松平八郎太：大辻伺郎
- 松平絹子：小畠絹子
- 朝倉良作（記者）：玉川伊佐男
- 了海：前田武彦
- 木念：山田吾一
- 絹子の息子：藤田邦広
- 長門裕之
- 沢たまき
- 石黒達也
- ほか

## スタッフ
- 主な脚本：松木ひろし、倉本聰、安部徹郎
- 主な演出：井出道郎
- 制作：日本テレビ